# Molengue
Molengue (auch Balengue und Molendji) ist eine Bantusprache und wird von circa 1000 Menschen in Äquatorialguinea gesprochen. 
Sie ist im Süden der Provinz Litoral und in Rio Benito verbreitet.

## Klassifikation
Nach der Einteilung von Malcolm Guthrie gehört Molengue zur Guthrie-Zone B. 
Innerhalb der Zone ist sie nicht weiter klassifiziert. 

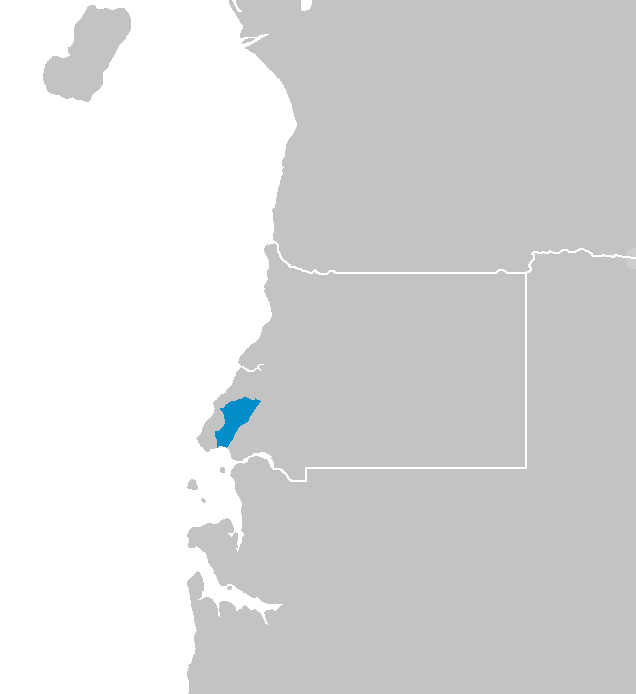
Sprachraum von Molengue